# Gouden Beelden
De Gouden Beelden, ofwel de Nederlandse Academy Awards, waren televisieprijzen die in de periode 1996-2006 in september werden uitgereikt door de Stichting Nederlandse Academy Awards. De uitreiking werd ook op televisie uitgezonden.
De allereerste Nederlandse Academy Award werd in 1996 als model ontworpen met een wereldbol onder het figuur. De Stichting vond dit ontwerp echter niet geschikt en gaf de opdracht om een nieuw model te maken zonder deze wereldbol. De beeldjes werden vervaardigd door Kunstgieterij Soldar uit Houten. Het is niet bekend wat er met dit bedrijf gebeurd is, maar het ziet er naar uit dat dit niet meer bestaat. Het afgekeurde model van de Award is dus, voor zover bekend, het enige unieke niet uitgereikte exemplaar en in het bezit van een particulier in Amersfoort. Totaal zijn er ongeveer 170 uitgereikt.
Aan de uitreiking van de prijs kwam een eind toen RTL en SBS niet meer mee wilden werken. Zij vonden dat "de uitreiking van de Gouden Beelden zich heeft ontwikkeld tot een eerbetoon aan de publieke omroep". Van 2007 tot 2012 werden de prijzen uitgereikt als Beeld en Geluid Awards door het Nederlands Instituut voor Beeld en Geluid. De uitreiking van de Beeld en Geluid Awards was een samenwerking met de Stichting Nederlandse Academy Awards. Sinds 2013 bestaat er een nieuwe televisievakprijs;  De TV-Beelden.

## Winnaars 1996
- Acteur: Piet Römer, Baantjer (RTL 4)
- Actrice: Ellen Vogel, Zonder Ernst (NCRV)
- Amusement: André van Duin, De André van Duin Show (RTL 4)
- Cultuur: Charlotte Margiono
- Licht Drama: In voor- en tegenspoed
- Serieus Drama: Frans & Duits
- Informatie: Reporter (KRO)
- Jeugd: Dag Juf, tot morgen
- Nieuws & Actualiteiten: Kenmerk
- Presentator/Presentatrice: Paul Witteman, De Ronde van Witteman
- Sport: Studio Sport

## Winnaars 1997
- Acteur Comedy: Rijk de Gooyer, In voor- en tegenspoed
- Acteur Drama: Johan Leysen, Tralievader
- Actrice Comedy; Nelly Frijda, Flodder
- Actrice Drama; Tamar van den Dop, Zwarte sneeuw
- Amusement: Jiskefet
- Carrière Award: Erik de Vries
- Comedy: In voor- en tegenspoed
- Cultuur: 4 Tokens
- Documentaire: Crossroads
- Drama: Zwarte Sneeuw
- Evenementen: Elfstedentocht 1997 (NOS)
- Informatie: Jules Unlimited (VARA)
- Jeugd Fictie: Verhalen van de boze heks
- Jeugd Non-Fictie: Het Klokhuis
- Nieuws en Actualiteiten: Reporter (Tenerife)
- Presentator/Presentatrice Amusement: Paul de Leeuw, Best of… Paul de Leeuw/Laat de Leeuw
- Presentator/Presentatrice Informatie: Paul Witteman, De Ronde van Witteman/Het Lagerhuis
- Sport: Johan Cruijff 50 jaar (sport)

## Winnaars 1998
- Acteur Comedy: John Kraaijkamp sr., Het Zonnetje in Huis
- Acteur Drama: Mark Rietman, Oud Geld
- Actrice Comedy: Martine Bijl, Het Zonnetje in huis
- Actrice Drama: Carine Crutzen, Oud Geld
- Acteur Soap: Martin Schwab, Baantjer
- Actrice Soap: Pauline van Rhenen, Onderweg naar Morgen
- Amusement: Paul de Leeuw, Laat de Leeuw
- Carrière Award: Van Kooten en De Bie
- Comedy: Flodder
- Cultuur: Van een andere orde
- Documentaire: Een gelukkige tijd
- Drama: Oud Geld
- Evenementen: Koninginnedag
- Informatie: Het schaduwkabinet
- Jeugd Fictie: Honger
- Jeugd Non-Fictie: Ik ben boos
- Muziek: With a little help from my friends
- Nieuws & Actualiteiten: Tijdsein
- Presentator/Presentatrice Amusement: Paul de Leeuw
- Presentator/Presentatrice Informatie: Rob Trip, NOVA
- Prix d'excellence: Arjen van der Grijn, Jiskefet
- Spelshow/Quiz: Groot dictee Nederlandse taal
- Sport: Wilfried de Jong, Sportpaleis De Jong
- Talkshow: Het Lagerhuis

## Winnaars 1999
- Amusement: Kopspijkers
- Amusement: Jack Spijkerman, Kopspijkers/Spijkers met koppen
- Comedy: Toen was geluk heel gewoon
- Acteur Comedy: Gerard Cox, Toen was geluk heel gewoon
- Actrice Comedy: Simone Kleinsma, Kees & Co (RTL 4)
- Cultuur:  ...Maar ik was een meisje van Toni Boumans, uitgezonden bij Het uur van de wolf
- Documentaire: Lagrimas Negras, uitgezonden bij Het uur van de wolf
- Drama: Oud Geld
- Acteur Drama: Mark Rietman, Oud Geld
- Actrice Drama: Jacqueline Blom, Oud Geld
- Evenementen: Huwelijk Prins Maurits en Marilène
- Informatie: De nieuwe wereld
- Presentator/Presentatrice Informatie: Jeroen Pauw, Kwestie van kiezen
- Jeugd Fictie: Otje
- Jeugd Non-Fictie: Pierlala
- Muziek: Van America helemaal naar Amerika
- Nieuws & Actualiteiten: RTL Nieuws, Kosovo-bijdrage van Peter van der Maat
- Spelshow/Quiz: Per seconde wijzer
- Sport: Villa BvD
- Acteur Soap: Cas Jansen, Goede tijden, slechte tijden
- Actrice Soap: Angela Schijf, Goede tijden, slechte tijden
- Talkshow: Barend & Van Dorp
- Prix d'Excellence: Hans Hulscher, regisseur
- Carrière Award: Sonja Barend
- Postcode Loterij Award: Kinderen staan op

## Winnaars 2000
- Amusement: Big Brother
- Kunst & Cultuur: Der Ring des Nibelungen
- Informatie: A cry from the grave
- Jeugd: De Daltons
- Beste Acteur: Marcel Musters
- Beste Actrice: Joan Nederlof
- Fictie: Dichter op de zeedijk - Filmmaker Gerrard Verhage
- Carrière Award: Joop van den Ende
- Nationale Postcode Award: Het andere gezicht: angst voor de liefde?
- Tv-Persoonlijkheid: Joost Prinsen
- Nieuwkomer Van Het Jaar: Sipke Jan Bousema

Bron: Stichting Nederlandse Academy Award, Hilversum.

## Winnaars 2001
- Sport: In de ban van de sport (RTL 5)
- Informatie: Het zwarte schaap, afl.: Willem Aantjes (VARA)
- Drama/soap: Bij ons in de Jordaan (VPRO)
- Kunst en cultuur: Close Up, afl.: Twee liefdes (AVRO)
- Amusement: Dit was het nieuws (TROS)
- Documentaire: Dutch approach (NPS)
- Jeugd: Poppentje (VPRO)
- Nieuws en evenementen: Het verdriet van Enschede (SBS6)
- Muziek: Pinkpop (VARA/NPS/VPRO)
- Comedy: Het zonnetje in huis (RTL 4)
- Spelshow/quiz: Wie is de Mol? (AVRO)
- Nationale Postcode Loterij/Stichting DOEN! Award: War of the ants (NCRV)
- Acteur: Kees Prins (Bij ons in de Jordaan, VPRO)
- Actrice: Lottie Hellingman (IJS, NCRV)
- Tv-persoonlijkheid van het jaar: Jack Spijkerman (VARA)
- Carrière-award: Aart Staartjes (NPS)

## Winnaars 2002
- Amusement: De Stalkshow (BNN)
- Informatie: Peter R. de Vries, drievoudige moord Amsterdam (SBS6)
- Jeugd: Geheime gedachten (VPRO)
- Kunst en cultuur: Korreltjie Niks is my dood (VPRO)
- Nieuws en evenementen: NOVA/Den Haag Vandaag, Srebrenica (VARA/NPS/NOS)
- Documentaire: Na de lente van '68 (NPS)
- Sport: In de ban van de sport, Maradona (RTL 5)
- Muziek: PARADISOlife (NPS)
- Comedy: All Stars (VARA)
- Drama: De Enclave (VARA)
- Acteur: Frank Lammers, De Enclave (VARA)
- Actrice: Petra Laseur, Familie (NPS)
- Nationale Postcode Loterij/Stichting DOEN! Award: Zembla, afl.: Zelfmoord van een vluchteling (VARA/NPS)
- Carrière-award: Bart de Graaff (BNN, postuum)

## Winnaars 2003
- Kunst en cultuur: Passie voor de Hermitage (AVRO)
- Sport: Sportpaleis De Jong, afl.: Pijn van de kou (VPRO)
- Informatie: Hoge Bomen, afl.: Prins Bernhard (AVRO)
- Muziek: Marco Borsato - Onderweg (RTL 4)
- Nieuws en evenementen: Herdenking Watersnood (NOS)
- Documentaire: De stand van de zon (Human)
- Amusement: Postcodeloterij Miljoenenjacht (TROS)
- Jeugd: Knofje (KRO)
- Comedy: De Bifi's (NPS)
- Drama: Dunya & Desie (NPS)
- UPC Digital Award: Helpdesk Live (EO)
- Actrice: Christine van Stralen, Dunya & Desie (NPS)
- Acteur: Frits Lambrechts, Sloophamer (KRO)
- Tv-persoonlijkheid van het jaar: Paul Groot

## Winnaars 2004
- Amusement: Expeditie Robinson (Net5)
- Comedy: Bitches (BNN)
- Documentaire: De kinderen van Arna (IKON)
- Drama: Cloaca (AVRO)
- Informatie: Andere tijden, amateurbeelden Tweede Wereldoorlog (NPS/VPRO)
- Jeugd: Meisjes (IKON)
- Kunst en cultuur: De meester en de leerling (NPS)
- Muziek: De vrienden van Amstel LIVE (RTL 4)
- Nieuws en evenementen: RTL Z (RTL 5)
- Sport: NOS Studio Sportzomer, Ronde van Frankrijk (NOS)
- UPC Digital Award: TMF
- Acteur: Johnny de Mol, Drijfzand (Human)
- Actrice: Eva Duijvestein, Meiden van De Wit (Net5)
- Tv-persoonlijkheid van het jaar: Jeroen Pauw (NPS/BNN/VARA)
- Carrière-award: Bob Rooyens

## Winnaars 2005
- Amusement: Peking Express (Net5)
- Comedy: Jiskefet (VPRO)
- Documentaire: Ik en mijn ouders (VPRO)
- Drama: Gooische Vrouwen (Talpa)
- Informatie: Tegenlicht (VPRO)
- Jeugd: Hotnews.nl (Jetix)
- Kunst en cultuur: Hollands Licht (AVRO)
- Muziek: Popsecret, Coldplay (BNN)
- Nieuws en evenementen: NOS-Journaal, tsunami-verslagen (NOS)
- Sport: WK Voetbal tot 20 jaar (NOS/BNN)
- UPC Digital Award: 3 voor 12, Lowlands (VPRO)
- Acteur: Bert Luppes - Droog (KRO)
- Actrice: Monic Hendrickx – Dwaalgast (KRO)
- Tv-persoonlijkheid van het jaar: Jörgen Raymann (NPS)
- Carrière-award: Piet Römer

## Winnaars 2006
- Amusement: Mooi! Weer De Leeuw (VARA)
- Cultuur en documentaire: Het uur van de wolf (NTR)
- Informatie: Over mijn lijk (BNN)
- Fictie: De uitverkorene (VPRO)
- Jeugd: Kinderspel
- UPC Digital Award: Wakker worden met Valerio (TMF)
- Carrière-award: Lars Andersson

De Gouden Beelden worden sinds 2007 niet meer uitgereikt.